# موتسامودو
موتسامودو (به لاتین: Mutsamudu) یک شهر در اتحاد قمر است که در آنژوان واقع شده‌است.
موتسامودو دومین شهر بزرگ در کومور است. این شهر همچنین پایتخت و بزرگترین شهر جزیره آنژوان و همچنین خانه سابق احمد عبدالله محمد سامبی رئیس جمهور سابق کومور است. اکنون یک بندر آب عمیق، یک ارگ باستانی، و خیابان‌های باریک با مغازه‌ها و صنایع‌دستی بسیار کوچک در آن قرار دارد. جمعیت در سال ۲۰۱۰ بالغ بر ۲۵۴۷۱ نفر بوده‌است.

## خصوصیات
موتسامودو ۲۹.۱۵ کیلومترمربع مساحت و ۳۴۹۴۰ نفر جمعیت دارد.

## جغرافیا
موتسامودو دو خیابان اصلی موازی دارد. شهر متعلق به قرن ۱۵ بین آنها واقع شده است. این ارگ در سال ۱۷۸۶ با کمک انگلیسی ها برای محافظت از شهر در برابر افزایش دهندگان برده مالاگاسی ساخته شد. در سال ۱۹۵۰ در اثر سقوط یک طوفان به شدت آسیب دید. موتسامودو دارای آب و هوای استوایی دریایی است. محدوده دمای اصلی از ۲۷ درجه سانتیگراد تا ۳۲ درجه سانتیگراد (۹۰ درجه فارنهایت) در طول سال گمتغیر است. گرم ترین دوره در موتسامودو از ماه دسامبر تا ماه آوریل است. هوای نسبتاً خنک‌تری از ماه می تا نوامبر تجربه می‌شود. در بیشتر ماه های سال بارندگی بسیار زیاد است، مرطوب ترین ماه ژانویه است. کل جزایر کومور به طور منظم توسط بادهای شدید و گاهی اوقات توسط طوفان های استوایی با خسارات انسانی و مادی قابل توجهی جاروب می شود. مهمترین طوفان های استوایی ثبت شده در کومور در سال ۱۹۵۰ رخ داد و به ارگ موتسامودو آسیب رساند. طوفان الینا در سال ۱۹۸۳ و طوفان فلیکسا چند نفر را کشتند اما زندگی هزاران نفر را تحت تاثیر قرار دادند.

## اقتصاد
موتسامودو تنها بندر آبهای عمیق اتحادیه کومور است که در سال ۱۹۸۲ ساخته شد. سه‌چهارم محموله آن شامل انتقال محموله‌های کانتینری به مقصد دو جزیره دیگر است. عمده محصولات وارداتی از این بندر عبارتند از: برنج، سیمان، شکر، آرد و فرآورده های نفتی. محصولات اصلی صادراتی یلانگ یلانگ، میخک و وانیل است.